# Исаура
Исаура (рођена као Isaura Santos; 15. јул 1989) је португалска певачица и текстописац. Била је композитор португалске песме за Песму Евровизије 2018.

## Биографија
Рођена је 15. јула 1989. године. Јавности је постала позната 2010. године, када је учествовао у четвртој сезони португалске верзије Операције Тријумф. Освојила је осмо место. Након неколико објављених песама, 2015. је објавила свој први ЕП под називом Serendipity. Исте године је имала значајну сурадњу са Диогом Пикаром у песми Meu É Teu.
У 2017. години је написала и компоновала песму O jardim, коју је пријавила на португалски фестивал Festival da Canção 2018. На том фестивалу је извела песму са Клаудијом Паскоал. Победиле су са 22 бода, а до победе су их довели гласови публике. Победом на Festival da Canção постале су представнице Португала на Песми Евровизије 2018. у Лисабону. На такмичењу су биле директне финалисткиње. Биле су 26. (задње) у финалу са 39 освојених бодова. Исте године, издала је свој дебитантски албум Human.
2019. године је објавила дует са Луисом Собрал под називом Uma Frase Não Faz A Canção. 13. новембра 2019. је издала свој други ЕП Agosto.